# لرا کودریاتسوا
لرا کودریاتسوا (روسی: Валерия Львовна Кудрявцева؛ زادهٔ ۱۹ مهٔ ۱۹۷۱) مجری تلویزیون، بازیگر، خوانندگی، رقص اهل اتحاد جماهیر شوروی سوسیالیستی است. وی از سال ۱۹۹۵ میلادی تاکنون مشغول فعالیت بوده‌است.